# Guillem II de Rappolstein
Guillem II de Rappolstein, fill de Guillem I de Rappolstein, nascut a Ribeauvillé el 1464 fou senyor de Rappolstein (1507-1547)
Soldat valerós i intrèpid va obtenir al màxim el favor dels tres emperadors Maximilià I, Carles V i Ferran I, als que va representar diverses vegades en les dietes de l'Imperi, sobretot a Worms (1521) i a Augsburg (1530). Maximilià el qualificava de «molt estimat cosí», el va criar a la dignitat de conseller íntim i de mariscal de la cort, li va confiar el portar la bandera de l'Imperi i el va fer cavaller del Velló d'Or.
Guillem va donar proves de grans coneixements militars al setge de Pàdua, el 1509. El 1507 Maximí II Smassmann de Ribeaupierre/Rappolstein va decidir cedir les possessions i els drets que posseïa a la vall de Lièpvre al príncep-abat de Murbach. Aquesta cessió és encara més sorprenent, en la mesura que la vall de la Liepvrette era reputada per les seves mines de plata. La resposta està implícitament continguda en l'acord signat amb l'abat de Murbach que es comprometia a tornar als Ribeaupierre les possessions i els drets rebuts a títol de feu. Donant els seus béns a Murbach, els Ribeaupierre/Rappolstein esperaven protegir-se de les temptatives d'usurpació dels arxiducs d'Àustria que intentaven apoderar-se de les riques mines de la vall de Sainte-Marie-aux-Mines.
Més tard, Guillem fou designat landvogt d'Alsàcia, i va rebre la munificència de l'emperador Carles V, en recompensa de la seva valentia, l'esperó d'or de la cavalleria, al mateix temps que aquesta distinció va ser donada als reis de Portugal, d'Hongria i de Bohèmia, així com al duc d'Alba i a setze dels més braus senyors de l'exèrcit (1516).
El 1512 Guillem II va contractar amb un cert Walther d'Uttenheim domiciliat a Ramstein i li va vendre per 1200 florins la meitat del castell d'Echéry, podent readquirir-lo pagant la suma en la seva totalitat abans de 12 anys. El 1419 es va fer una nova retrovenda a l'home lliure Conrad Rieff per vuit anys contra 600 florins. Maximí havia donat en feu la part de la vall de Lièpvre pertanyent als Ribeaupierre a l'abadia de Murbach i aquesta es va quedar amb els seus drets. La part oriental va ser confiada ben més tard en feu al príncep Maximilià Josep de Zweibrukcen o Deux-ponts que la va tenir en feu del capítol eqüestre de Guebwiller.
Guillem II va seguir l'emperador a Itàlia en la seva campanya contra els venecians. Al setge de Màntua el 1517, va entrar el primer per la bretxa. Durant la guerra dels camperols, Guillem es va mostrar enemic de tota novetat en la religió i va continuar sent fidel a l'emperador i a la religió dels seus pares. Es va cobrir de glòria en diverses campanyes contra els otomans a Hongria.
Va morir el 1547, a l'edat de 83 anys. Del seu matrimoni el 1490 amb Margarida, filla del comte Simon Wecker de Deux-Ponts-Bistche (Zweibrucken-Bisrche), senyor de Niederbronn, no va tenir fills.